# チャールズ・ロバート・マチューリン

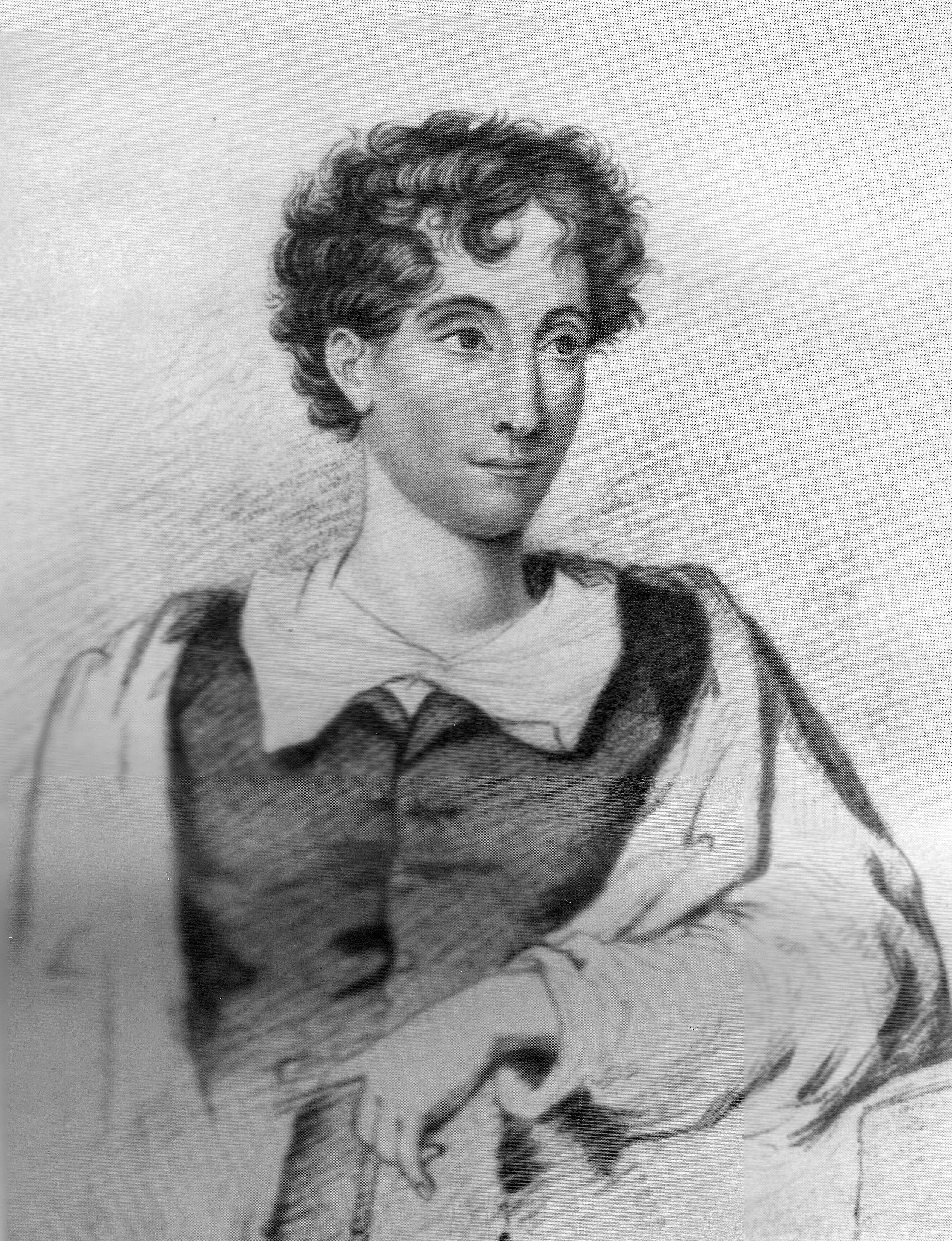
C.R.マチューリン(1819年)

チャールズ・ロバート・マチューリン（英語: Charles Robert Maturin, C.R.Maturin, 1782年9月25日 - 1824年10月30日）は、アイルランドのプロテスタントの牧師（アイルランド教会で聖職を受任）であり、ゴシック小説とゴシック戯曲の作家。代表作は『放浪者メルモス』である。

## 生涯と作品
C.R.マチューリンは、アイルランドに亡命したユグノーの子孫である。その一人ガブリエル・ジャック・マチューリンは、1745年にジョナサン・スウィフトの後を継いでダブリンの聖パトリック大聖堂の首席司祭となった。C.R.マチューリンはダブリンに生まれトリニティ・カレッジに通った。1803年にゴールウェイ地方ラウレアの牧師補として聖職を受任して間もなく、聖ペテル教会の牧師としてダブリンに戻った。ヨーク通りで郵便局員の父と母フェデリア・ワトソンと共に暮らし、1804年10月7日に人気歌手ヘンリエッタ・キングスバリーと結婚した。
マチューリンの初期の3作品はゴシック小説で、デニス・ジャスパー・マーフィーの筆名で出版したが、評価も利益も得られなかった。しかしウォルター・スコット卿の目に留まり、作品をバイロン卿に推薦してくれた。彼らの助力によってマチュリーンの戯曲『バートラム』(Bertram) は1816年にドルリーレーン（ロンドン中心部の17世紀以来の歴史を持つ王立劇場）で22日間上演されて、エドマンド・キーンが主演のバートラム役であった。しかし金銭的成功はマチューリンの手を逃れて行った。時を同じくして父が失業し親戚が破産したため、駆け出しの作家である彼が二人を援助した。さらに悪いことに、サミュエル・テイラー・コールリッジが、退屈で不快であると公然とこの戯曲を批判した。また『人々の精神が堕落していることの憂うべき証明』"とも言い、無神論として糾弾せんばかりであった。
アイルランド教会はこういった文書や初期の批評を入手して『バートラム』の作者を見抜き（マチュリーンは戯曲の収益を受け取るためペンネームを捨てていた）、その後マチューリンが聖職者として昇進するのを妨害した。妻と4人の子どもを執筆活動で養わねばならなくなり（牧師の給料は年80-90ポンドであるのに対し、『バートラム』では1000ポンド稼いでいた）、一連の戯曲の上演に失敗した後は、劇作家と小説家を掛け持ちするようになった。小説は『放浪者メルモス』に加え、アイルランドの題材にまつわる数作品や"The Albigenses"というオオカミ男を扱った歴史小説などがある。多種の詩についてもマチューリンの作とされているが根拠に乏しく、他の人物の作品と思われる。受賞した"Lines on the Battle of Warterloo"は1816年に「学士ジョン・シー」の名で刊行された。"The Universe"はタイトルページにマチューリンの名を載せて1821年に出版されたが、現在はほぼすべてジェームズ・ウィルスの作と考えられている。
マチューリンの説話が多大な影響力を持っていたことは、彼の出版した二つの説話集に垣間見られる。シャーロット姫逝去の際には、彼はこう高らかに述べた。「この世は死に満ちている。生者の歩みが地を踏む時は、必ず死者の亡骸を踏みつける。我々は先に生きた者たちの上を歩いているのだ。この世界はひとつの広大な墓場である」当時の記録には、聖ペテル教会にあんなに人が押しかけることは滅多になかったと書かれている。『天候が厳しくない限り、信者たちは教会に詰めかけて、うっとりとこの牧師界の王子様の話に聞き惚れていた』マチューリンは1824年10月30日にダブリンで死去した。彼の死亡記事にはこうあった。『彼の名誉を遺す証がこれよりにあろうか。説話だけで十分であろう』
DUBLIN UNIVERSITY MAGAZINEは後に、マチューリンの性格についてこうまとめている。『狂人と言えるほどの変わり者で、相容れないものが合わさった人物だった。小説を飽くことなく読み耽っているかと思えば気品のある牧師であり、はたまたひっきりなしに踊っていて身だしなみや身振りが気取っていた。

## 国際的な評価
1821年にフランスで戯曲『悪逆バートラム』(Bertram ou Le Pirate) が、シャルル・ノディエ、イシドール・ジュスタン・セブラン・タイラー男爵により公開された。翌年まで53日間上演し、成功を収めた。この翻案がオペラ"Il pirate"となり、さらなる成功を収めた。脚本はフェリス・ロマーニ、音楽はヴァンセンツォ・ベリーニが手がけ、初演は1827年ミラノ・スカラ座であった。ヴィクトル・ユゴーが絶賛し、アレクサンドル・デュマは自身の戯曲『アントニー』を、今作の主人公を元に書いた。"Il pirate"は出版もされ、アメリカでもたびたび上演された。
小説『放浪者メルモス』も1821年にフランス語訳が出版され、フランスの作家たちに影響を与えた。1835年にオノレ・ド・バルザックがパロディ"Melmoth Reconcilié" (メルモスの改悛)を書いた。この作品はメルモスがパリへ行き、銀行業界では精神が「誠実であるということはお金があるということ」に取って代わっているのを目の当たりにし、簡単に地獄に落ちてくれる身代わりを見つけ出すというものである。バルザックによると「この小説は戯曲『ファウスト』で既に書かれ、そこからバイロン卿が『マンフレッド』を書いたのと同じ思想を取り上げている」とある。シャルル・ボードレールもマチューリンの小説を絶賛し、バイロンやエドガー・アラン・ポーにも匹敵すると考えていた。

## 縁戚関係
マチューリンの妻の姉妹がチャールズ・エルギーと結婚し、その娘ジェーン・フランセスカがオスカー・ワイルドの母である。そのためマチューリンはオスカー・ワイルドの義理の大叔父にあたる。オスカー・ワイルドはフランス亡命中、自分の名を捨て『セバスチャン・メルモス』という名を用いていた。
マチューリンの長男ウィリアム・バジル・キングスバリー・マチューリンは牧師職を継ぎ、孫も何人か牧師になった。その一人バジル・W・マチューリンは1915年にルシタニア号の沈没で犠牲になった。次男のエドワード・マチューリンはアメリカに移住して、そこで小説家および詩人になった。

## 主要作品

### 小説
- The Fatal Revenge; or, the Family of Montorio (1807)
- The Wild Irish Boy (1808)
- The Milesian Chief (1812)
- Women; or, Pour Et Contre; a Tale (1818)
- Melmoth the Wanderer (1820) - 『放浪者メルモス』[10]
- The Albigenses (1824)
- Leixlip Castle (1825)

### 戯曲
- Bertram; or The Castle of St. Aldobrand (1816)
- Manuel (1817)
- Fredolfo (1819)
- Osmyn the Renegade (published posthumously in 1830, but in rehearsal at Covent Garden in 1822)

### 説話集
- Sermons (1819)
- Five Sermons on the Errors of the Roman Catholic Church (1824)